# Sukcesja saproksyliczna
Sukcesja saproksyliczna – uporządkowane w czasie i przestrzeni naturalne następstwo gatunków i zespołów ekologicznych na martwym drewnie. Ze względu na fakt, że sukcesja ta zachodzi na tak nietrwałym elemencie ekosystemu, jakim jest martwe drewno, określana jest mikrosukcesją.